# DSA-213
La DSA-213 es una carretera perteneciente a la Red Secundaria de la Diputación Provincial de Salamanca que une la  DSA-212  con la localidad de Castillejo de Salvatierra.

## Origen y Destino
La carretera  DSA-213  tiene su origen en Pedrosillo de los Aires en la intersección con la carretera  DSA-212 , y termina en el casco urbano de Castillejo de Salvatierra, formando parte de la Red de carreteras de Salamanca.